# 28e cérémonie des Grammy Awards
La 28e cérémonie annuelle des Grammy Awards a eu lieu au Shrine Auditorium à Los Angeles le 25 février 1986.

## Palmarès
| Prix                      | Artiste        | Titre              |
| ------------------------- | -------------- | ------------------ |
| Enregistrement de l'année | USA for Africa | We Are The World   |
| Album de l'année          | Phil Collins   | No Jacket Required |
| Chanson de l'année        | USA for Africa | We Are The World   |
| Meilleur nouvel artiste   | Sade           | Sade               |

| Prix                                                                                      | Artiste                          | Titre                                                                                      |
| ----------------------------------------------------------------------------------------- | -------------------------------- | ------------------------------------------------------------------------------------------ |
| Best Pop Vocal Performance, Female                                                        | Whitney Houston                  | Saving All My Love For You                                                                 |
| Best Pop Vocal Performance, Male                                                          | Phil Collins                     | No Jacket Required                                                                         |
| Best Pop Performance By A Duo Or Group With Vocal                                         | USA for Africa                   | We Are The World                                                                           |
| Best Pop Instrumental Performance (Orchestra, Group Or Soloist)                           | Jan Hammer                       | Miami Vice Theme                                                                           |
| Best Rock Vocal Performance - Female                                                      | Tina Turner                      | One of the Living                                                                          |
| Best Rock Vocal Performance, Male                                                         | Don Henley                       | The Boys of Summer                                                                         |
| Best Rock Performance By A Duo Or Group With Vocal                                        | Dire Straits                     | Money for Nothing                                                                          |
| Best Rock Instrumental Performance                                                        | Jeff Beck                        | Escape                                                                                     |
| Best R&B Vocal Performance, Female                                                        | Aretha Franklin                  | Freeway of Love                                                                            |
| Best R&B Vocal Performance, Male                                                          | Stevie Wonder                    | In Square Circle                                                                           |
| Best R&B Performance By A Duo Or Group With Vocal                                         | Commodores                       | Nightshift                                                                                 |
| Best R&B Instrumental Performance (Orchestra, Group Or Soloist)                           | Ernie Watts                      | Musician                                                                                   |
| Best Rhythm & Blues Song                                                                  |                                  | Freeway of Love                                                                            |
| Best Jazz Fusion Performance, Vocal Or Instrumental                                       | David Sanborn                    | Straight to the Heart                                                                      |
| Best Jazz Vocal Performance - Female                                                      | Cleo Laine                       | Cleo At Carnegie - The 10th Anniversary Concert                                            |
| Best Jazz Vocal Performance - Male                                                        | Bobby McFerrin et Jon Hendricks  | Another Night In Tunisia                                                                   |
| Best Jazz Vocal Performance, Duo Or Group                                                 | The Manhattan Transfer           | Vocalese                                                                                   |
| Best Jazz Instrumental Performance, Soloist                                               | Wynton Marsalis                  | Black Codes from the Underground                                                           |
| Best Jazz Instrumental Performance, Group                                                 | Wynton Marsalis Group            | Black Codes from the Underground                                                           |
| Best Jazz Instrumental Performance, Big Band                                              | John Barry et Bob Wilber         | The Cotton Club - Original Motion Picture Soundtrack                                       |
| Best Country Vocal Performance - Female                                                   | Rosanne Cash                     | I Don't Know Why You Don't Want Me                                                         |
| Best Country Vocal Performance, Male                                                      | Ronnie Milsap                    | Lost In The Fifties Tonight (In The Still Of The Night)                                    |
| Best Country Performance By A Duo Or Group With Vocal                                     | The Judds                        | Why Not Me                                                                                 |
| Best Country Instrumental Performance (Orchestra, Group Or Soloist)                       | Chet Atkins et Mark Knopfler     | Cosmic Square Dance                                                                        |
| Best Country Song                                                                         |                                  | Highwayman                                                                                 |
| Best Gospel Performance, Female                                                           | Amy Grant                        | Unguarded                                                                                  |
| Best Gospel Performance - Male                                                            | Larnelle Harris                  | How Excellent Is Thy Name                                                                  |
| Best Gospel Performance By A Duo Or Group, Choir Or Chorus                                | Sandi Patti et Larnelle Harris   | I've Just Seen Jesus                                                                       |
| Best Soul Gospel Performance, Female                                                      | Shirley Caesar                   | Martin                                                                                     |
| Best Soul Gospel Performance - Male                                                       | Marvin Winans                    | Bring Back The Days Of Yea And Nay                                                         |
| Best Soul Gospel Performance By A Duo, Group, Choir or Chorus - Singles, Albums or Tracks | The Winans                       | Tomorrow                                                                                   |
| Best Inspirational Performance                                                            | Jennifer Holliday                | Come Sunday                                                                                |
| Best Latin Pop Performance                                                                | Lani Hall                        | Es Facil Amar                                                                              |
| Best Tropical Latin Performance                                                           | Eddie Palmieri                   | Solito                                                                                     |
| Best Tropical Latin Performance                                                           | Tito Puente & His Latin Ensemble | Mambo Diablo                                                                               |
| Best Mexican-American Performance                                                         | Vikki Carr                       | Simplemente Mujer                                                                          |
| Best Traditional Blues Recording                                                          | B.B. King                        | My Guitar Sings The Blues                                                                  |
| Best Ethnic Or Traditional Folk Recording                                                 | Rockin' Sidney                   | My Toot Toot                                                                               |
| Best Polka Recording                                                                      | Frank Yankovic                   | 70 Years Of Hits                                                                           |
| Best Reggae Recording                                                                     | Jimmy Cliff                      | Cliff Hanger                                                                               |
| Best Recording For Children                                                               |                                  | Follow That Bird - Original Motion Picture Soundtrack                                      |
| Best Comedy Recording                                                                     | Whoopi Goldberg                  | Whoopi Goldberg - Original Broadway Show Recording                                         |
| Best Spoken Word Or Non-Musical Recording                                                 |                                  | Ma Rainey's Black Bottom                                                                   |
| Best Music Video, Short Form                                                              | USA for Africa                   | We Are The World - The Video Event                                                         |
| Best Instrumental Composition                                                             | Jan Hammer                       | Miami Vice Theme                                                                           |
| Best Album Of Original Score Written For A Motion Picture Or A Television Special         |                                  | Beverly Hills Cop                                                                          |
| Best Cast Show Album                                                                      |                                  | West Side Story                                                                            |
| Best Arrangement On An Instrumental                                                       | Dave Grusin & Lee Ritenour       | Early A.M. Attitude                                                                        |
| Best Instrumental Arrangement Accompanying Vocal(s)                                       |                                  | Lush Life                                                                                  |
| Best Vocal Arrangement For Two Or More Voices                                             |                                  | Another Night In Tunisia                                                                   |
| Best Album Package                                                                        |                                  | Lush Life                                                                                  |
| Best Album Notes                                                                          |                                  |                                                                                            |
| Best Historical Album                                                                     | John Pfeiffer                    | RCA/Met - 100 Singers - 100 Years                                                          |
| Best Engineered Recording - Non-Classical                                                 |                                  | Brothers In Arms                                                                           |
| Producer Of The Year (Non-Classical)                                                      |                                  | Phil Collins & Hugh Padgham                                                                |
| Best Classical Album                                                                      |                                  | Berlioz: Requiem                                                                           |
| Best Classical Orchestral Recording                                                       |                                  | Faure: Pelleas Et Melisande                                                                |
| Best Opera Recording                                                                      |                                  | Schoenberg: Moses Und Aron                                                                 |
| Best Choral Performance (Other Than Opera)                                                |                                  | Berlioz: Requiem                                                                           |
| Best Classical Performance - Instrumental Soloist Or Soloists (With Orchestra)            |                                  | Elgar: Cello Concerto, Op. 85/Walton: Concerto For Cello & Orch.                           |
| Best Classical Performance - Instrumental Soloist Or Soloists (Without Orchestra)         | Vladimir Ashkenazy               | Ravel: Gaspard De La Nuit; Pavane Pour Une Infante Defunte; Valses Nobles Et Sentimentales |
| Best Chamber Music Performance                                                            | Emanuel Ax & Yo-Yo Ma            | Brahms: Cello And Piano Sonatas In E Minor And F                                           |
| Best Classical Vocal Soloist Performance                                                  |                                  | Berlioz: Requiem                                                                           |
| Best New Classical Artist                                                                 |                                  |                                                                                            |
| Best Contemporary Composition                                                             | Andrew Lloyd Webber              | Lloyd Webber: Requiem                                                                      |
| Best Engineered Recording, Classical                                                      |                                  | Berlioz: Requiem                                                                           |
| Classical Producer Of The Year                                                            | Robert Woods                     | Robert Woods                                                                               |